# Benidorm
 (mars 2025).
Si vous disposez d'ouvrages ou d'articles de référence ou si vous connaissez des sites web de qualité traitant du thème abordé ici, merci de compléter l'article en donnant les références utiles à sa vérifiabilité et en les liant à la section « Notes et références ».
Benidorm (en valencien et en castillan), est une ville d'Espagne de la province d'Alicante, dans la Communauté valencienne. Elle est située dans la comarque de la Marina Baixa et dans la zone à prédominance linguistique valencienne.
Benidorm bénéficie d'un climat particulièrement doux qui contribue à son succès populaire. Autrefois ville de pêcheurs, elle est devenue au cours de la seconde moitié du XXe siècle une station balnéaire réputée pour ses plages et sa vie nocturne animée, l'une des destinations les plus prisées de Méditerranée. Archétype du tourisme de masse, la ville est marquée par un urbanisme échevelé caractérisé par la bétonnisation et un nombre important de gratte-ciels.

## Géographie

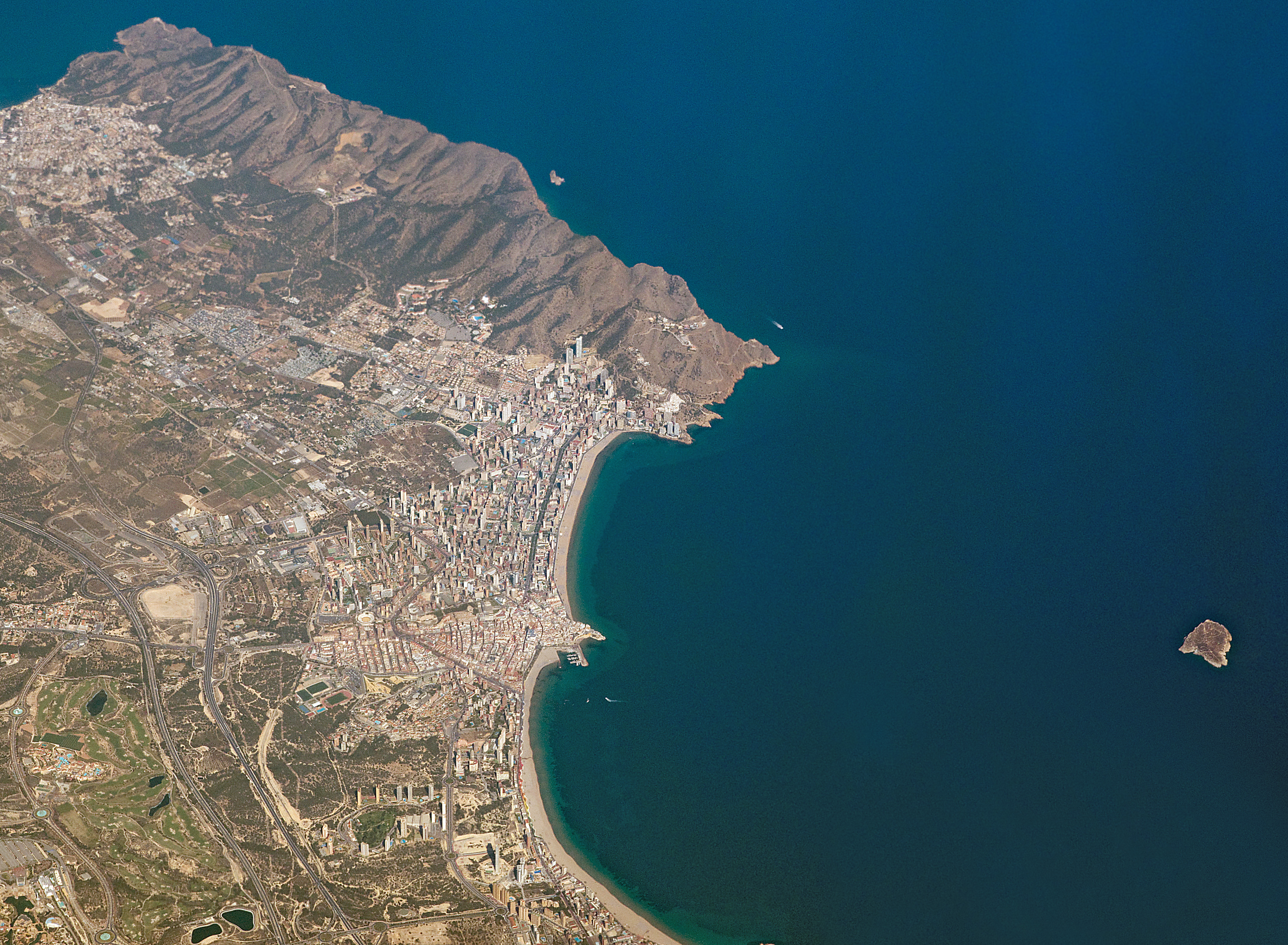
Vue aérienne (vers l'est) de Benidorm et l'île de Benidorm (mai 2018)

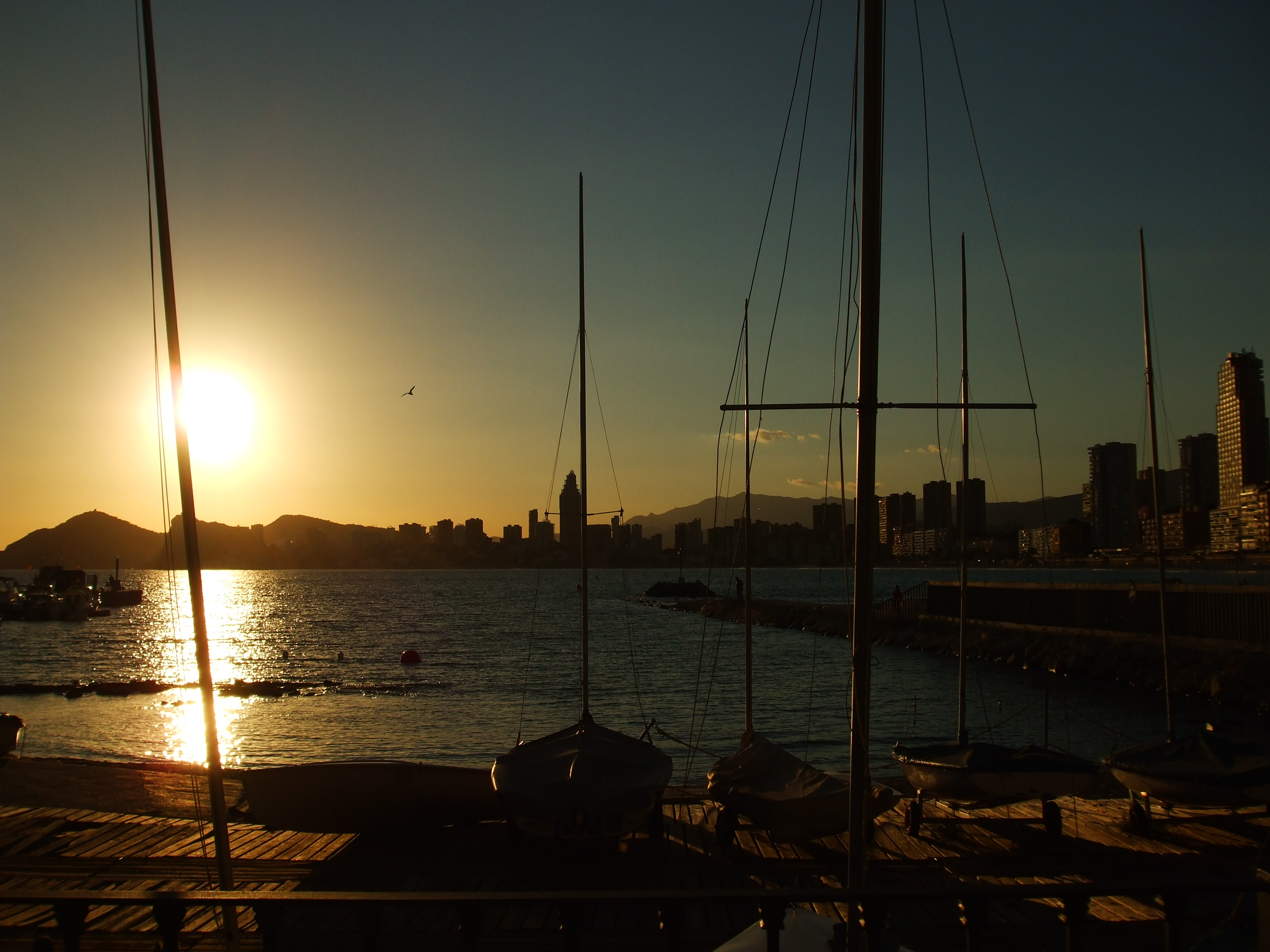
La plage Poniente de Benidorm, vue depuis le port.

Localisation de Benidorm
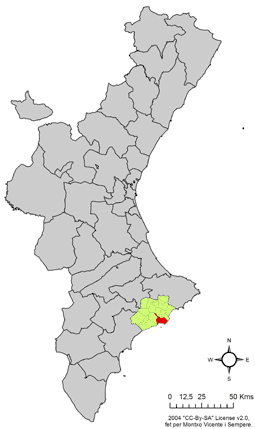
dans la Communauté valencienne.
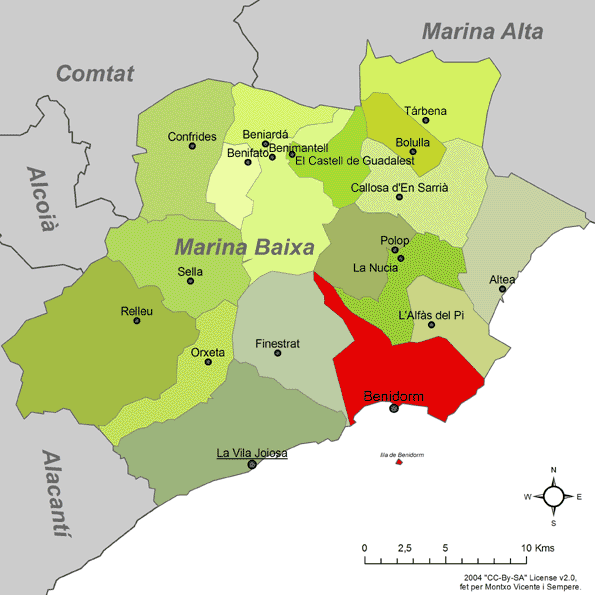
dans la comarque de la Marina Baixa.

On accède à la ville par la route via la N-332 ou par l’autoroute AP-7
Sur le territoire municipal, on compte de nombreux arrêts de bus et une gare du Tram métropolitain d’Alicante.
Sa situation privilégiée l’a doté d’un climat spécial, d’hivers doux et tempérés et d’étés rendus agréables par la brise marine.
Sa configuration géographique particulière fait que les montagnes qui l’entourent (le parc naturel de la Sierra Helada à l’est, la Sierra Cortina et le Puig Campana au nord et le Tossal de la Cala à l’ouest) la protègent de l’action des vents qui pourraient altérer son climat.
Une bonne partie des avantages de Benidorm sont dus à sa situation, sur la côte méditerranéenne, face à une baie magnifique, coupée en deux par la pointe rocheuse du vieux fort et une orientation plein sud.
Les trois plages de Benidorm sont dotées de drapeaux bleus, plus haute distinction octroyée par l’Union européenne. Ces trois plages sont la plage du Levante, la plage du Poniente et la Plage de Mal Pas auxquelles s’ajoute la petite Cala del Tío Chimo.

### Quartiers
La commune de Benidorm est composée d’un seul noyau urbain avec des zones définies comme La Cala, Poniente, Centro, El Campo, Foietes, Els Tolls, El Castillo ou Vieille Ville, Levante, el Rincón de Loix et Sierra Helada.
Dans les environs, se trouvent des lotissements séparés comme Barrina ou Coblanca et quelques hameaux tels que Almafrà, Armanello, Sanç ou la Lloma.

### Localités limitrophes
La commune de Benidorm jouxte les communes de L'Alfàs del Pi, Benimantell, Finestrat, La Nucia et Polop.

### Climat
Le climat est de type semi-aride avec des hivers et des printemps doux. Les pluies sont peu abondantes et sont réparties pour la plus grande partie aux printemps et automne. Elles sont souvent torrentielles. La moyenne ne dépasse pas les 300 mm.
Benidorm est protégée du vent d'ouest par le Tossal de la Cala et du vent d'est par la Sierra Helada.
|                                                    | Jan. | Fév. | Mars | Avr. | Mai | Juin | Juil. | Aout | Sept. | Oct. | Nov. | Déc. | Annuel |
| -------------------------------------------------- | ---- | ---- | ---- | ---- | --- | ---- | ----- | ---- | ----- | ---- | ---- | ---- | ------ |
| Moyenne journalière des températures moyennes (°C) | 12   | 12   | 14   | 16   | 19  | 22   | 25    | 26   | 23    | 19   | 15   | 12   | 17,91  |
| Précipitations (mm)                                | 20,3 | 27,9 | 25,4 | 33   | 33  | 22,9 | 5,1   | 7,6  | 40,6  | 66   | 43,2 | 33   | 366,1  |
| Source: The Weather Channel                        |      |      |      |      |     |      |       |      |       |      |      |      |        |

### Accès et transport
Accès

On accède à Benidorm par la route N-332 et par l'autoroute AP-7 (deux sorties : la 65A-Poniente et la 65-Levante).
On peut également s'y rendre en autobus depuis Alicante, Valence ou Madrid.

Le tramway Métropolitain d'Alicante, anciennement le train de la Marina relie Alicante à Denia et dessert Benidorm et les villages situés sur son trajet.
Transport urbain

On peut circuler en ville en taxi ou en bus. Le service de bus urbain est fourni par la société Llorente Bus, appelée familièrement « gua-gua », qui dessert les communes aux alentours comme L'Alfàs del Pi, Altea, Finestrat, La Nucia, La Vila Joiosa et El Castell de Guadalest, ainsi que les plages comme la Racó de l'Albir (ca) ou la Cala de Finestrat (ca).

## Histoire

### Début et première charte

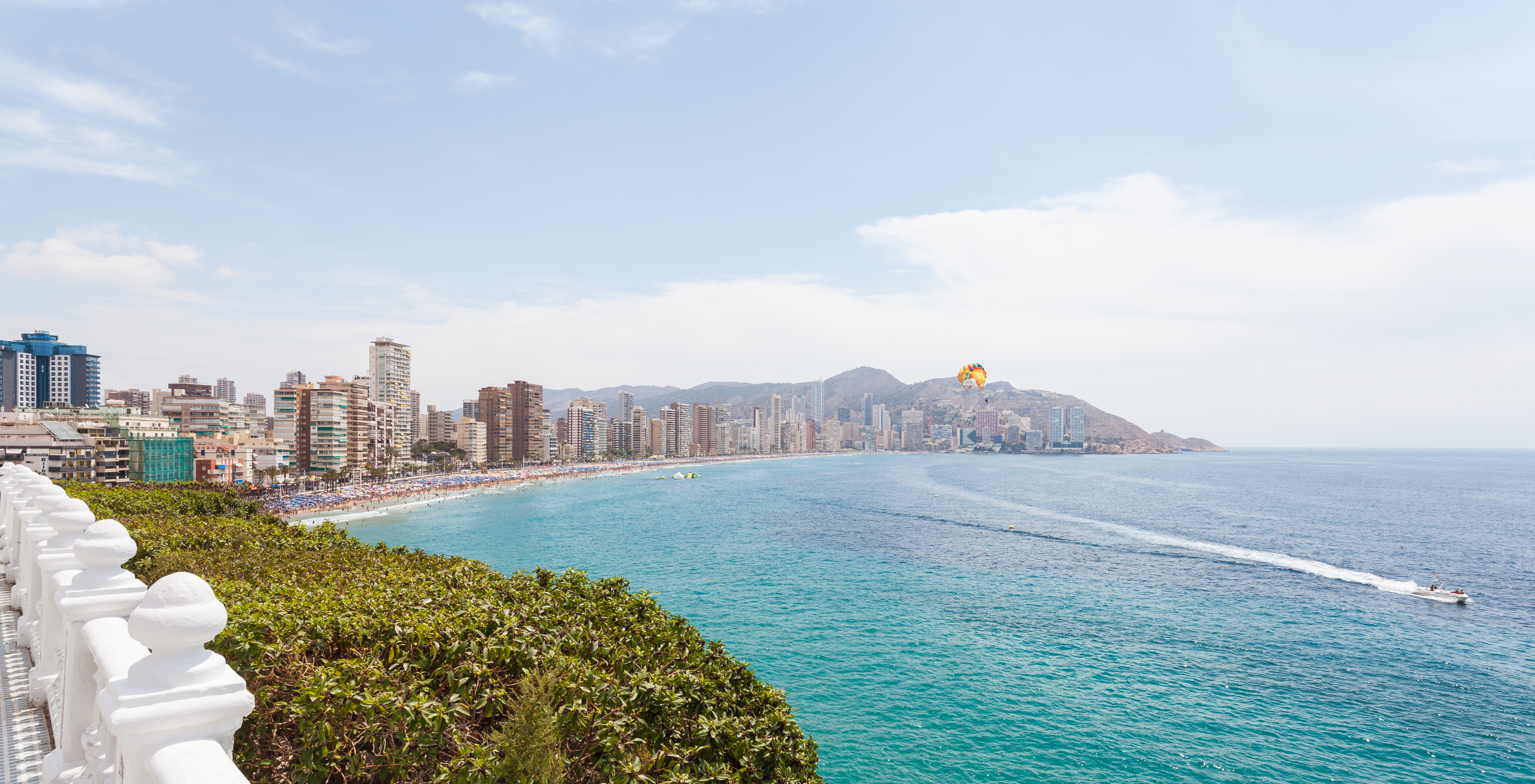
Plage de Llevant

On a découvert sur le territoire des vestiges ibères et romains. Il semble qu'existait, au moment de la Reconquista une ferme arabe à Lliriets. En tout cas, la population semble n'avoir été que de peu d'importance puisque n'apparaît pas le nom de Benidorm dans le Llibre dels Fets de Jacques Ier qui a conquis cette partie de la province d'Alicante aux alentours de l'an 1245.
Le territoire de Benidorm, de même que la plus grande partie du reste de la Marina Baixa furent octroyés à l'amiral Bernat de Sarrià. Cet important seigneur féodal peut être considéré comme le véritable fondateur de la ville, en octroyant la première charte à Benidorm le 8 mai 1325, créant le château et la ville. La fonction de ce document était de définir les limites du territoire du nouveau village (qui se séparait administrativement de la baronnie de Polop et de tenter d'attirer exclusivement l'établissement de familles chrétiennes.
Stratégiquement, les origines de la ville (de même que des autres villages côtiers tels que Villajoyosa) sont dues à la terreur régnant à cette époque en raison du nombre élevés de Maures qui se trouvaient dans la région et les possibles alliances entre ces derniers et ceux des royaumes de Grenade et du Maghreb.
En 1335, on trouve comme Seigneur local l'Infant Pierre d'Aragon et d'Anjou, auquel a succédé son fils Alphonse d'Aragon et de Foix. Avant, Benidorm est passée aux mains des comtes de Denia, retournée à la couronne et finalement vendue au territoire du noble Ruy Díaz de Mendoza puis, les difficultés financières du monarque et des raisons belliqueuses l'obligèrent à se défaire de beaucoup de ses seigneuries.
La population a souffert de deux terribles attaques de pirates berbères, la première vers 1410 et la seconde en 1448, qui dévastèrent la ville et le château. Lors de l'attaque de 1448, les pirates réduisirent en esclavage la plus grande partie des habitants de Benidorm ce qui dépeupla la région.
Au XVIe siècle, le château fut reconstruit et agrandi mais la ville, qui était retournée à la baronnie de Polop, demeura presque entièrement dépeuplée.

### La seconde charte villageoise et la pêche
L'amélioration des constructions défensives et l'établissement, à partir de 1666, d'un canal d'irrigation qui apportait l'eau depuis l'intérieur de la comarque permirent d'attirer de nouveaux habitants. En 1701, une nouvelle charte fut octroyée à la ville qui devint ainsi une commune indépendante.
En 1715, le village comptait environ 216 habitants, pour arriver à 2 700 à la fin du XVIIIe siècle. Cette forte expansion démographique put avoir lieu grâce, essentiellement à une importante activité de pêche de thon durant leur migration, à travers un cercle de filets (technique de la madrague), dans laquelle les habitants se spécialisèrent.
Durant la guerre d'indépendance espagnole, les troupes napoléoniennes profanèrent le cimetière et détruisirent le château.

### Le boom touristique et l'extension de la ville
Durant le XIXe siècle, la croissance s'est poursuivie et ont commencé de timides expériences touristiques comme l'inauguration de l'établissement de bains de la Vierge du Suffrage.

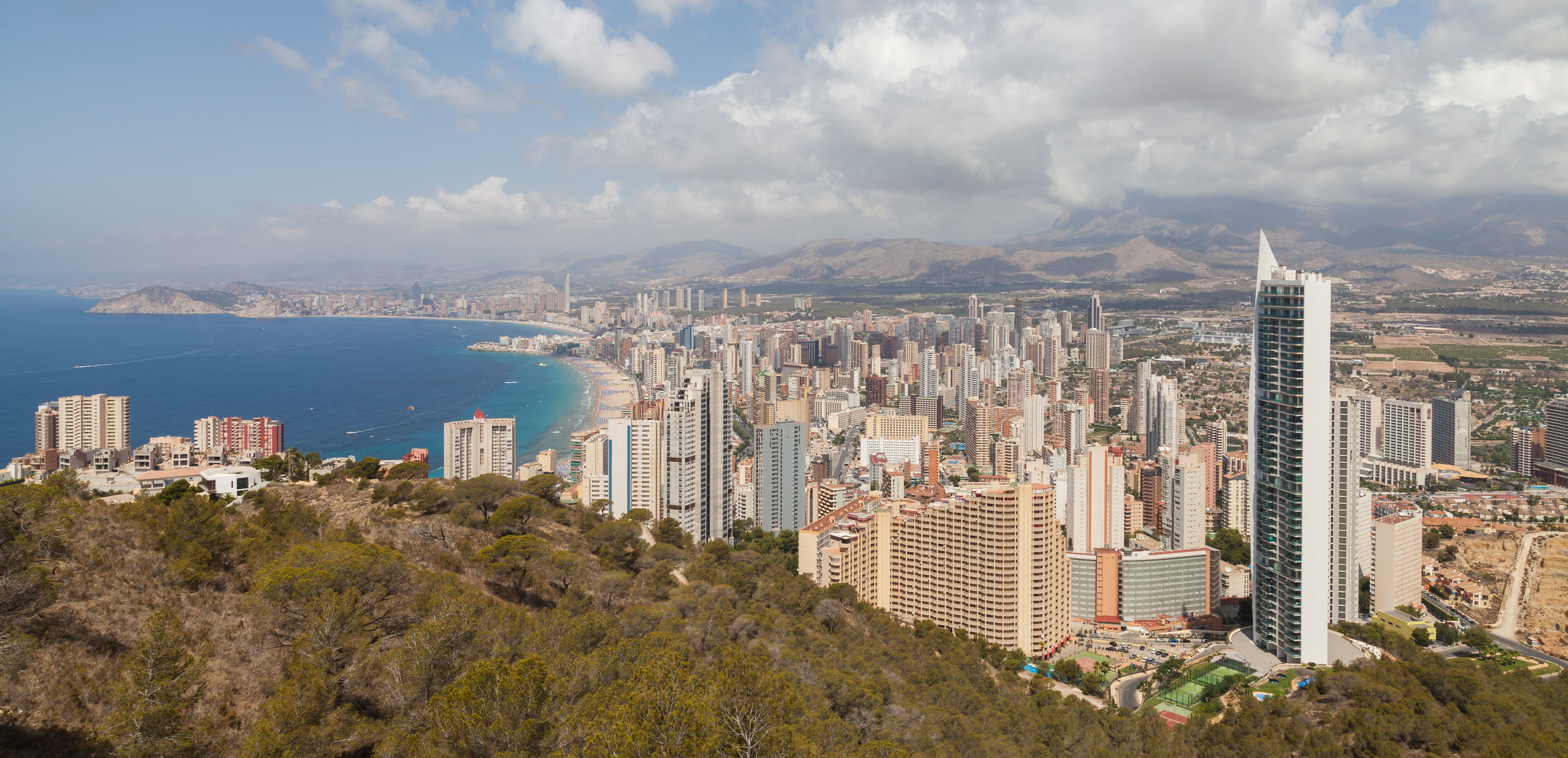
Benidorm vu depuis La Creu
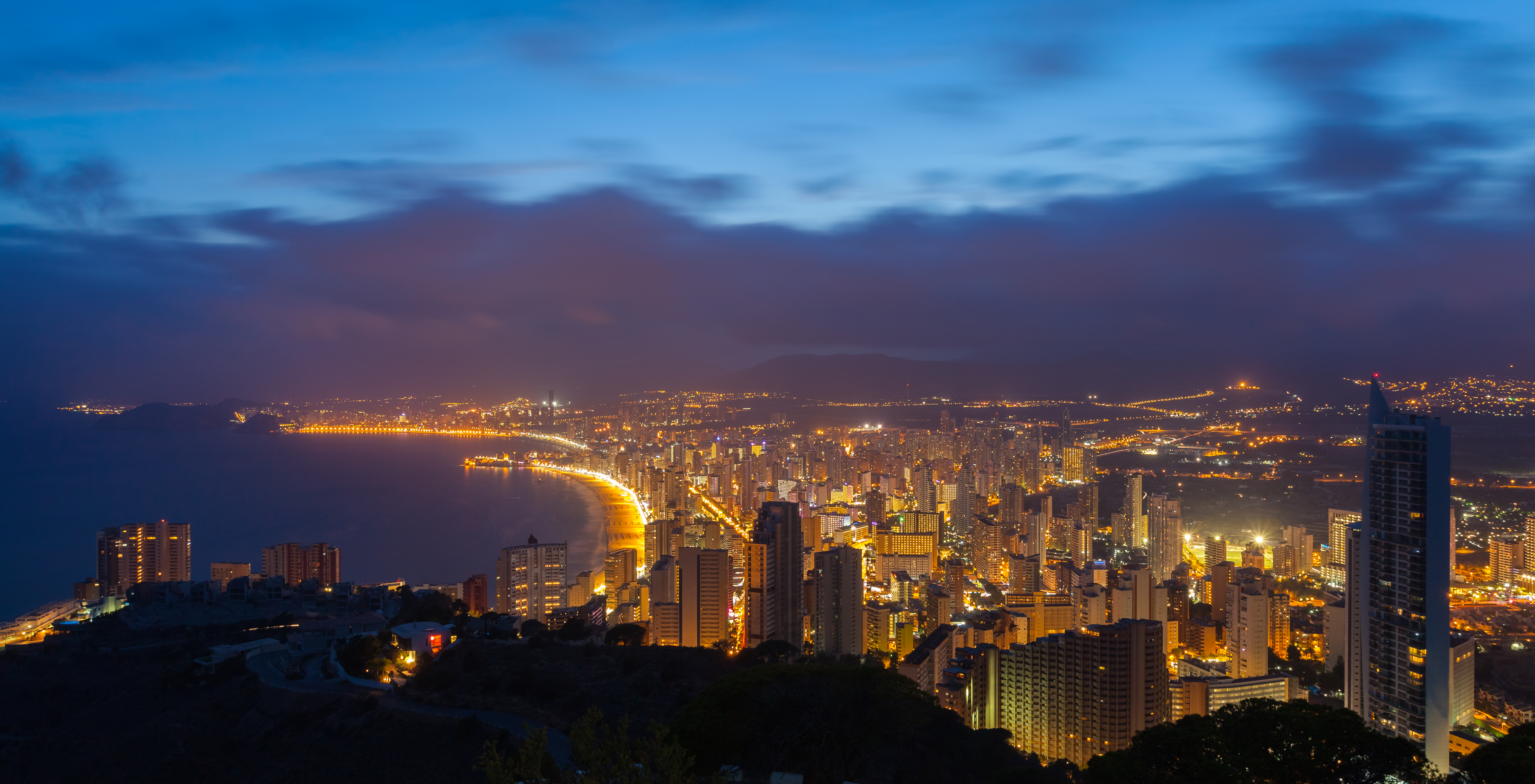
Vue nocturne
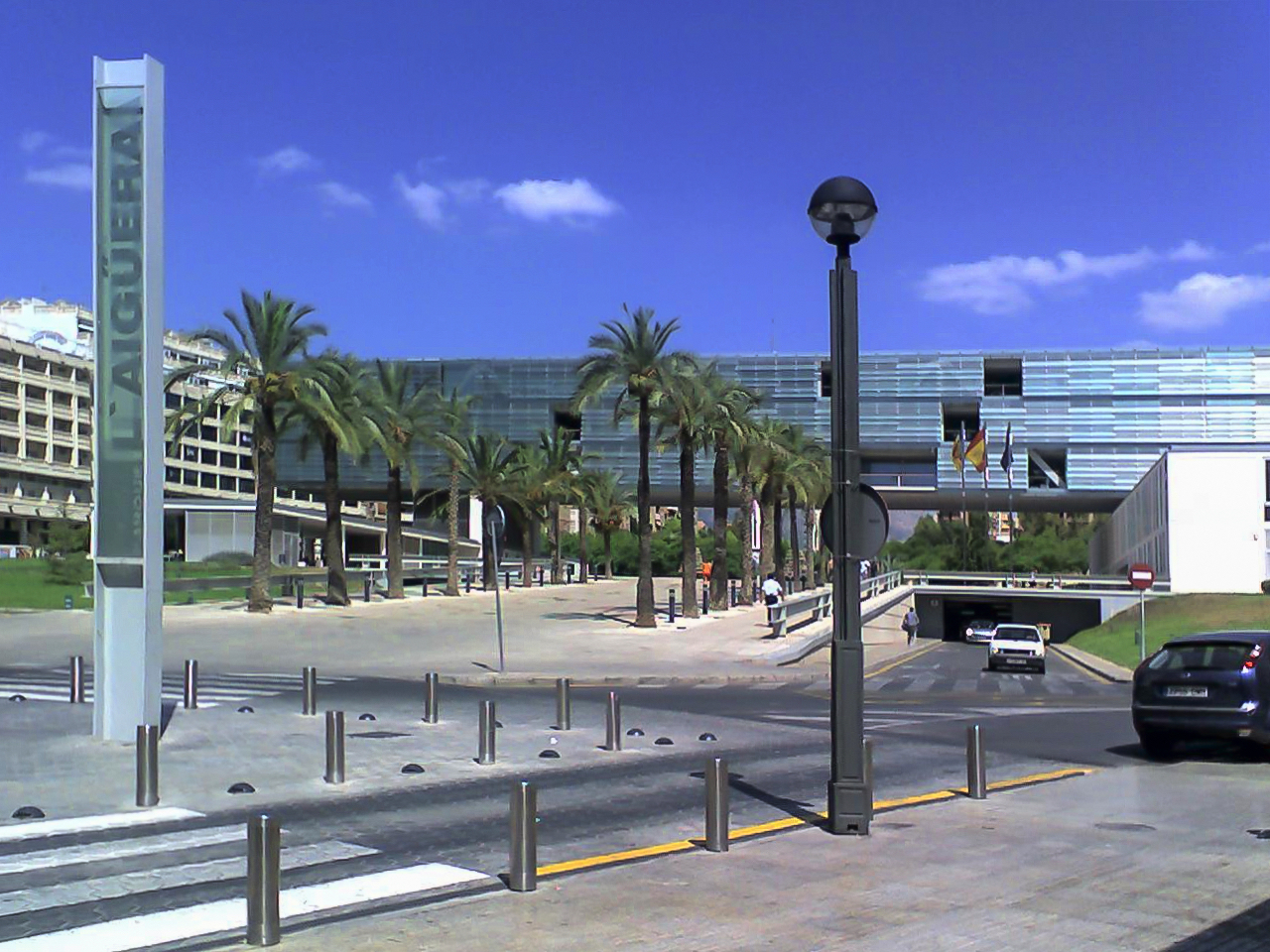
Hôtel de Ville de Benidorm
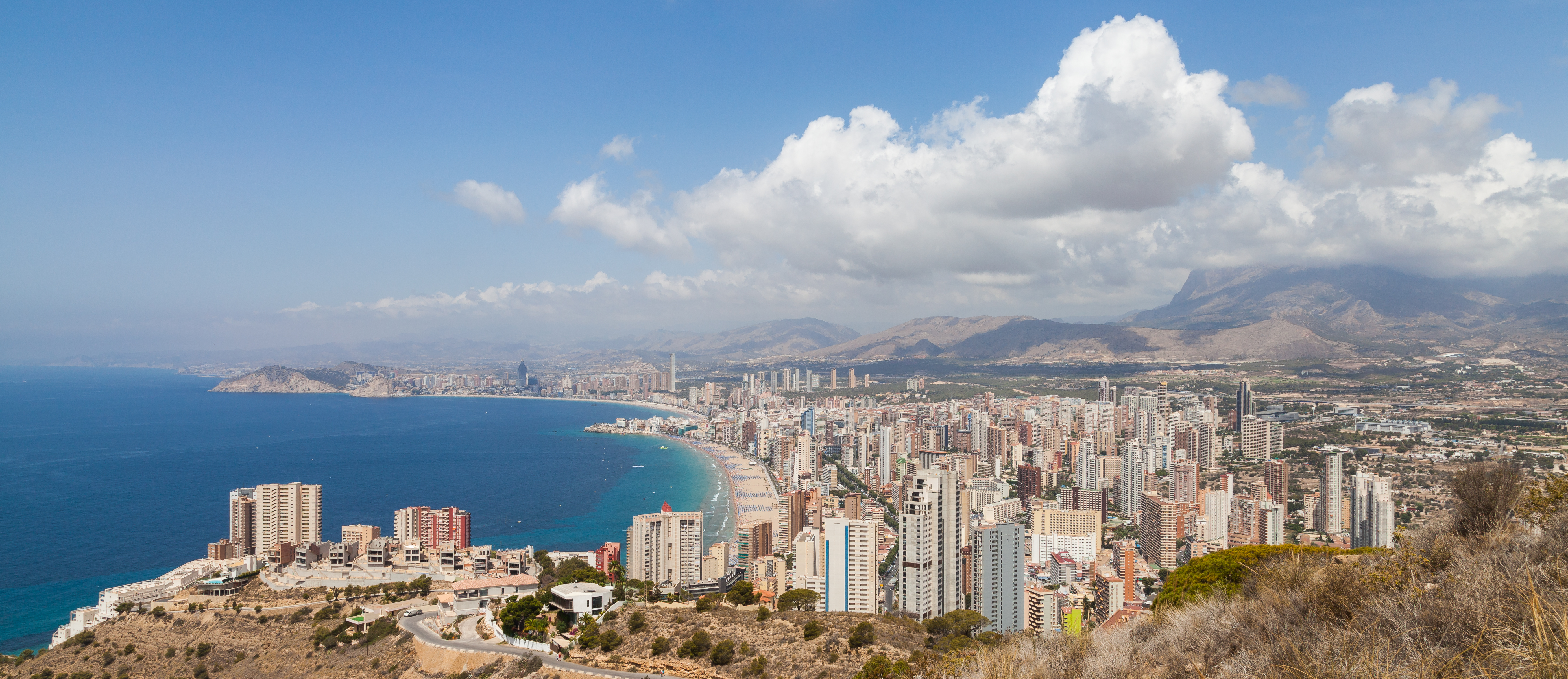
Vue générale. Juillet 2014.

Bien que, durant les années précédentes, les voies de communications entre Alicante et Madrid furent améliorées, les autres secteurs économiques locaux étaient en crise, la marine marchande entrait dans une mauvaise période avec la perte des dernières colonies d'outre-mer en 1898 (Cuba, Porto Rico et les Philippines) et peu après, le boom de la culture de la vigne fut stoppé net par le phylloxera au début du XXe siècle. Ce ralentissement économique se conjugua avec une forte émigration vers Cuba, le quartier maritime de Barcelone et la côte de la Province de Cadix.
Durant ces années, le port fut agrandi et, en 1925, les premières villas dans le quartier de la Playa de Levante apparurent.
Après la guerre civile espagnole, peu à peu, les activités économiques récupérèrent, avec la pêche comme branche productive principale.
Néanmoins, dans les années 50, on commence à assister à une véritable transformation économique. D'un côté, en 1952, la pêcherie la plus importante ferma ses portes pour cause de mauvais rendement, ce qui créa un véritable traumatisme pour beaucoup de familles. D'un autre côté, en 1956, la municipalité approuva un plan d'urbanisme proposé par Pedro Zaragoza (en) dans le but de créer une ville conçue pour le tourisme, en créant des rues tracées au cordeau suivant le tracé des plages. À partir de ce moment, on assista à un fort déplacement des activités traditionnelles (pêche et agriculture) vers le secteur du tourisme qui devint alors à la base de la prospérité de la ville. Le tourisme espagnol commença à partager l'espace avec les voyageurs venus d'autres pays d'Europe, d'abord avec leurs propres véhicules, ensuite, avec l'ouverture de l'aéroport de l'Altet en 1967, au moyen de vols charter.
Actuellement, Benidorm est une des premières villes touristiques de tout le pourtour méditerranéen.

## Démographie et urbanisme

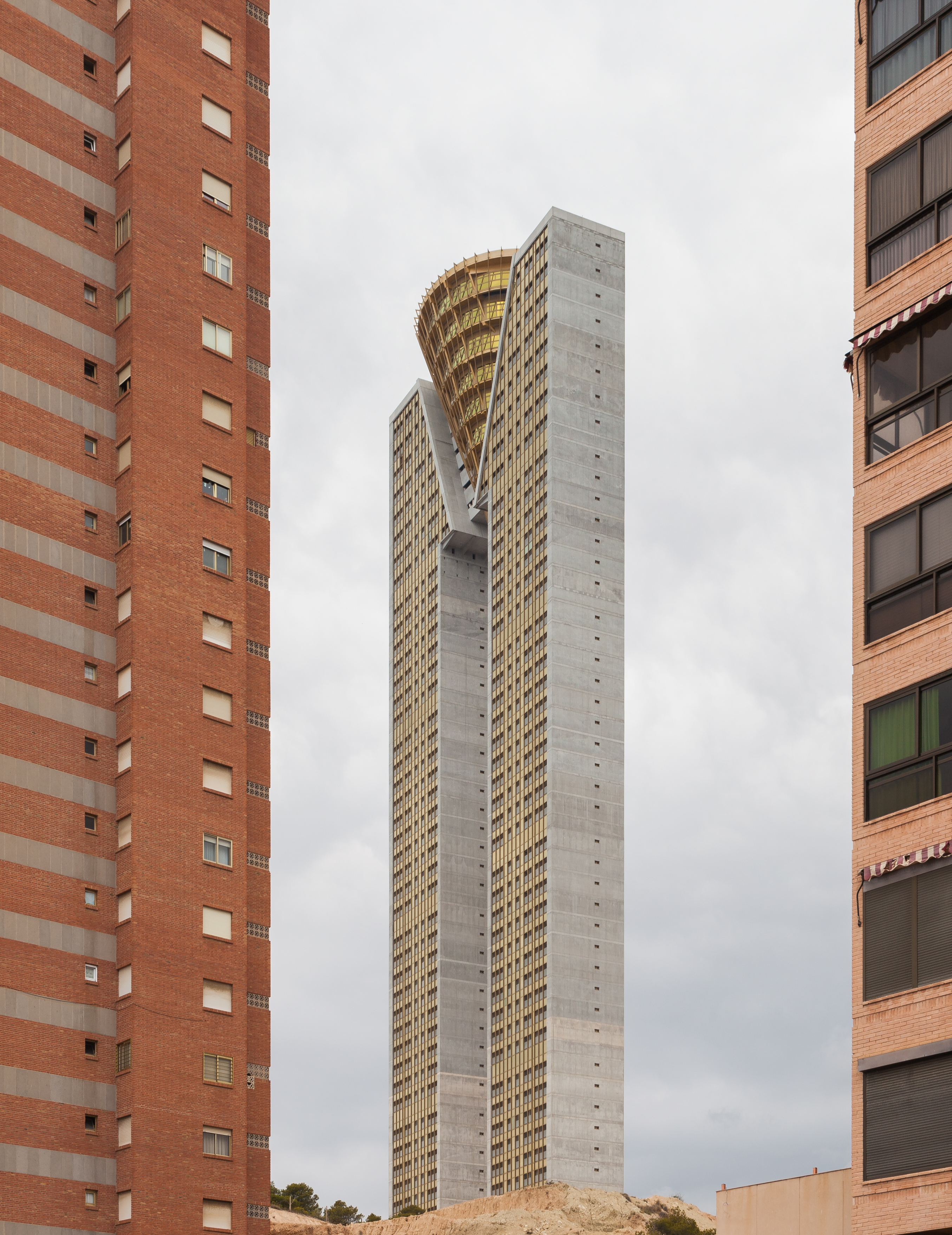
Gratte-ciel InTempo

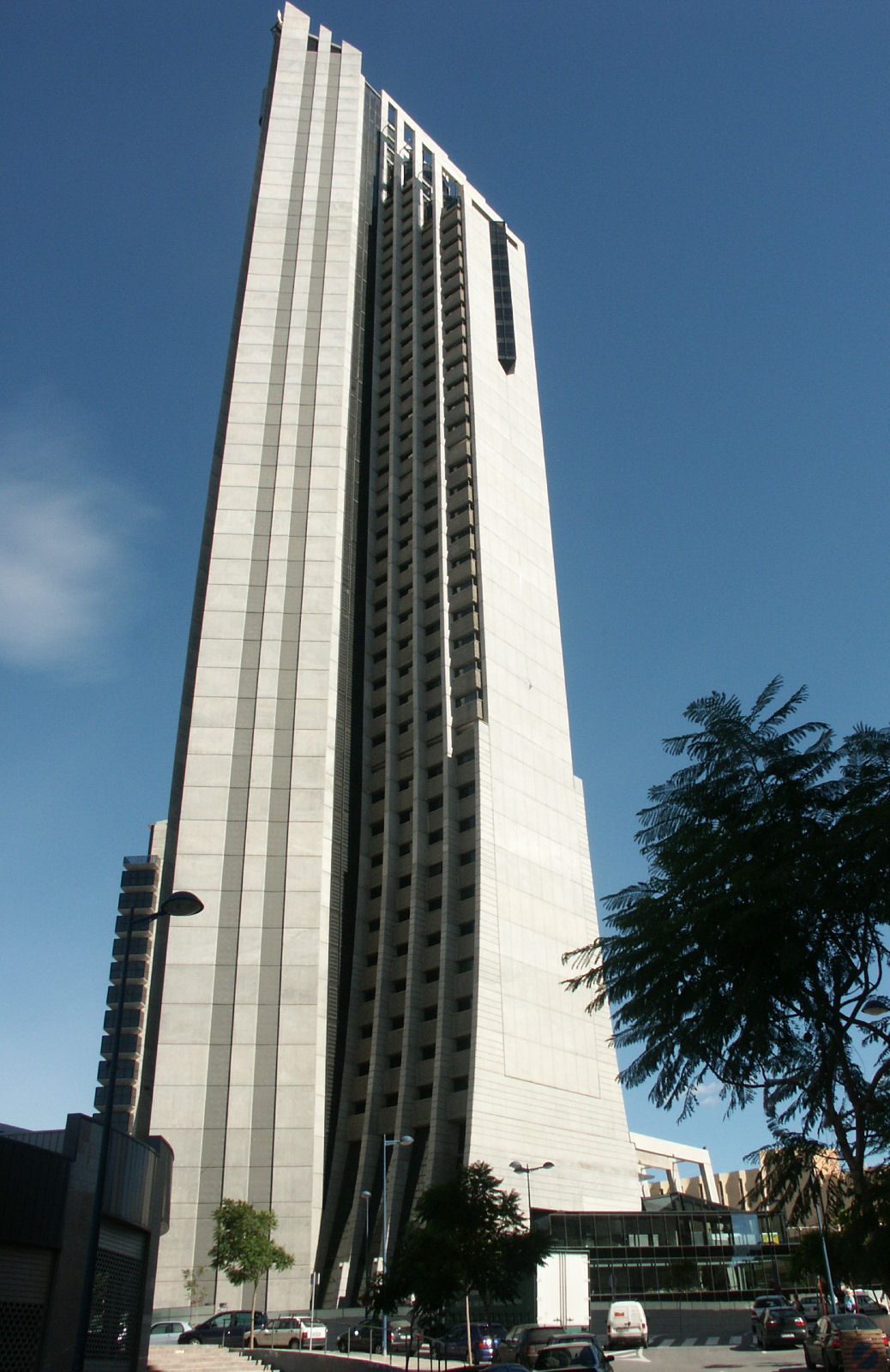
Gran Hotel Bali

En 2007, Benidorm comptait 69 058 habitants bien qu'une grande partie des étrangers résidents ne soient pas recensés. On estime alors à environ 100 000 habitants à l'année.
De plus, 29,3 % de la population est de nationalité étrangère, principalement d'origine britannique ou d'autres pays de l'Union européenne.
Benidorm compte 370 tours de plus de 12 étages, concentrées sur une surface d'un peu moins de 18 km², ces tours étant regroupées dans des quartiers situés à l'est de la vieille ville, le long de la plage de Levante. Ces quartiers suivent un maillage régulier en damier dont les îlots mesurent à peu près 110 mètres de côté. Ces derniers sont généralement occupés par trois tours résidentielles (ou hôtelières), accompagnées d'espaces de loisirs souvent en cœur d'îlot, permettant un aménagement aéré. Si les espaces côtés rue sont occupés par des rez-de-chaussée accueillant des commerces, les tours faisant face à la mer sont quant à elles bâties à la limite sud de l'îlot.
Benidorm est la deuxième ville d'Espagne qui compte le plus de gratte-ciels derrière Madrid et devant Barcelone. Ils sont au nombre de trois contre cinq pour Madrid.[source insuffisante]
Le plus haut édifice d'Espagne entre 2002 et 2006, le Gran Hotel Bali est l'hôtel le plus haut d'Europe. Le plus haut édifice résidentiel d'Europe est en cours de construction ; d'une hauteur de 200 mètres, il s'appellera Residencial In Tempo. Cet immeuble, conçu initialement pour marquer un renouveau de la ville et un élan nouveau, est devenu emblématique de l'essor immobilier espagnol. Néanmoins, le chantier, a connu de nombreux aléas. Le plus marquant est sans doute la révélation faite, alors que 94 % de l'ensemble est édifié que l'immeuble ne dispose pas d'ascenseurs au-delà du 20e étage. Cette pseudo-révélation de 2013 a été depuis démentie et des ascenseurs desservent bien les 40 étages de la tour. Néanmoins, l'absence de chemin d'accès durant le chantier a considérablement ralenti les ambulances lorsqu'un accident de monte-charge a blessé 13 ouvriers du chantier.
Le projet garde sa figure de symbole, mais désormais celui d'un urbanisme abandonné à une certaine approximation et démesure et aux effets de la spéculation.
Néanmoins, cette verticalité forcenée de l'architecture ne fut pas jusque-là le fruit d'un quelconque laisser-aller. Tout au contraire, elle fut souhaitée et pensée par les urbanistes qui y virent la parade à une trop grande extension de la ville. Et en effet, Benidorm est relativement peu étendue au regard des populations qu'elle abrite.
| Population | 2 526 | 3 720 | 2 905  | 3 498  | 3 417  | 3 113  | 2 976  | 2 726  | 2 955  |        |
|            | 1950  | 1960  | 1970   | 1981   | 1991   | 1996   | 2001   | 2006   | 2007   | 2018   |
| Population | 2 726 | 6 259 | 12 124 | 25 544 | 42 442 | 50 040 | 51 873 | 67 627 | 69 058 | 67 558 |

## Monuments et lieux remarquables

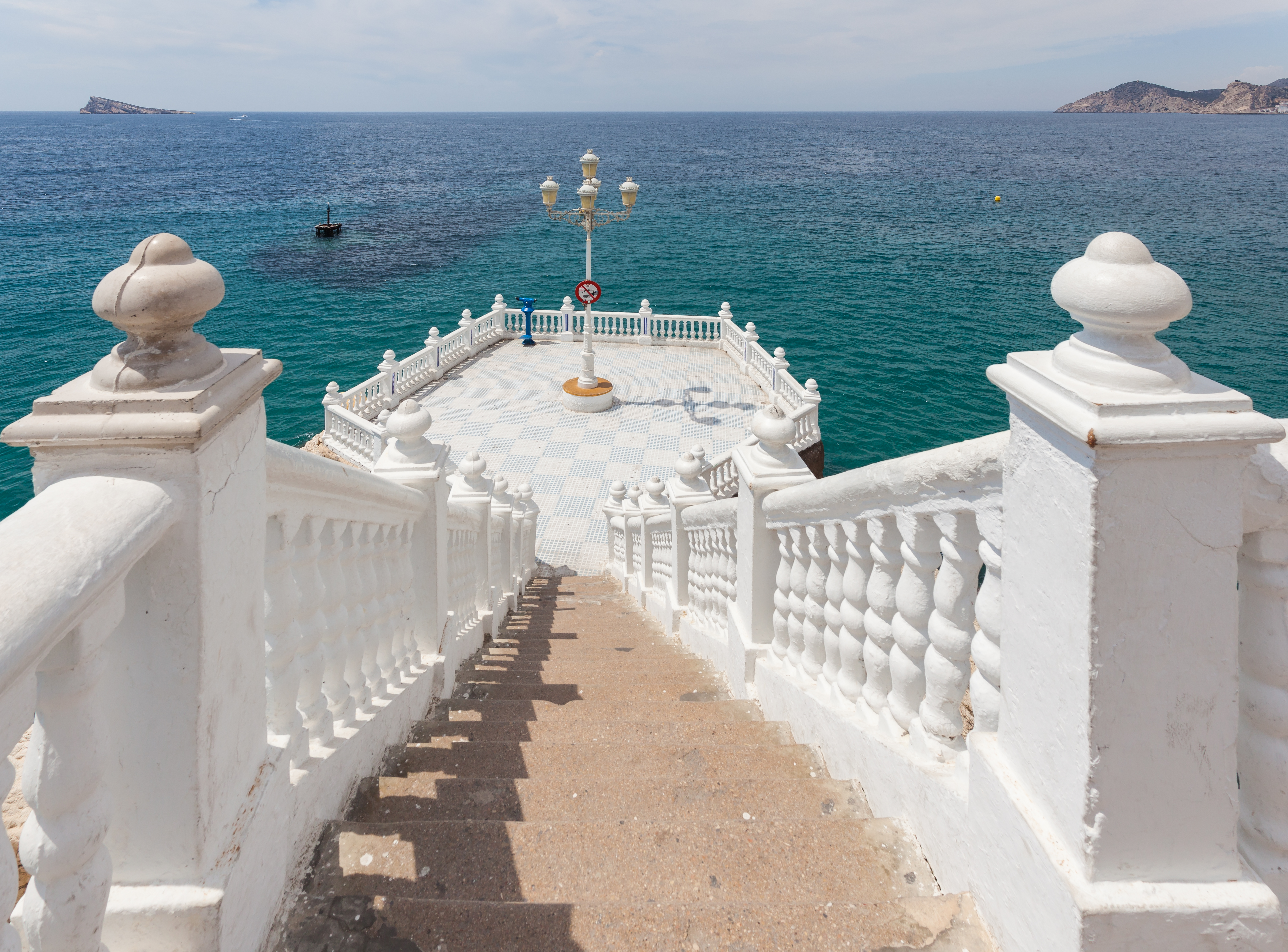
Belvédère sur la Méditerranée. À l'arrière-plan à gauche, l'île de Benidorm.

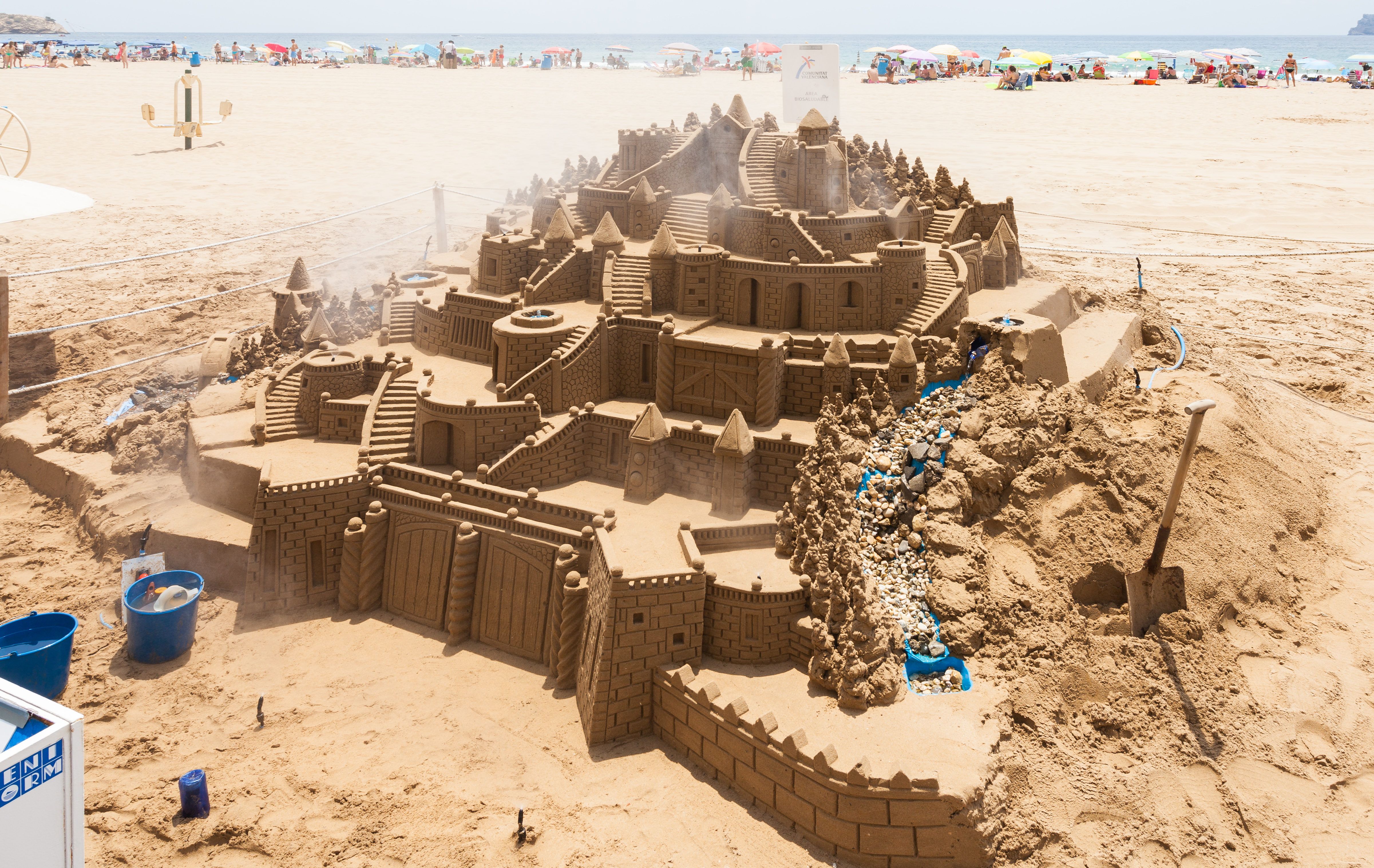
Château de sable

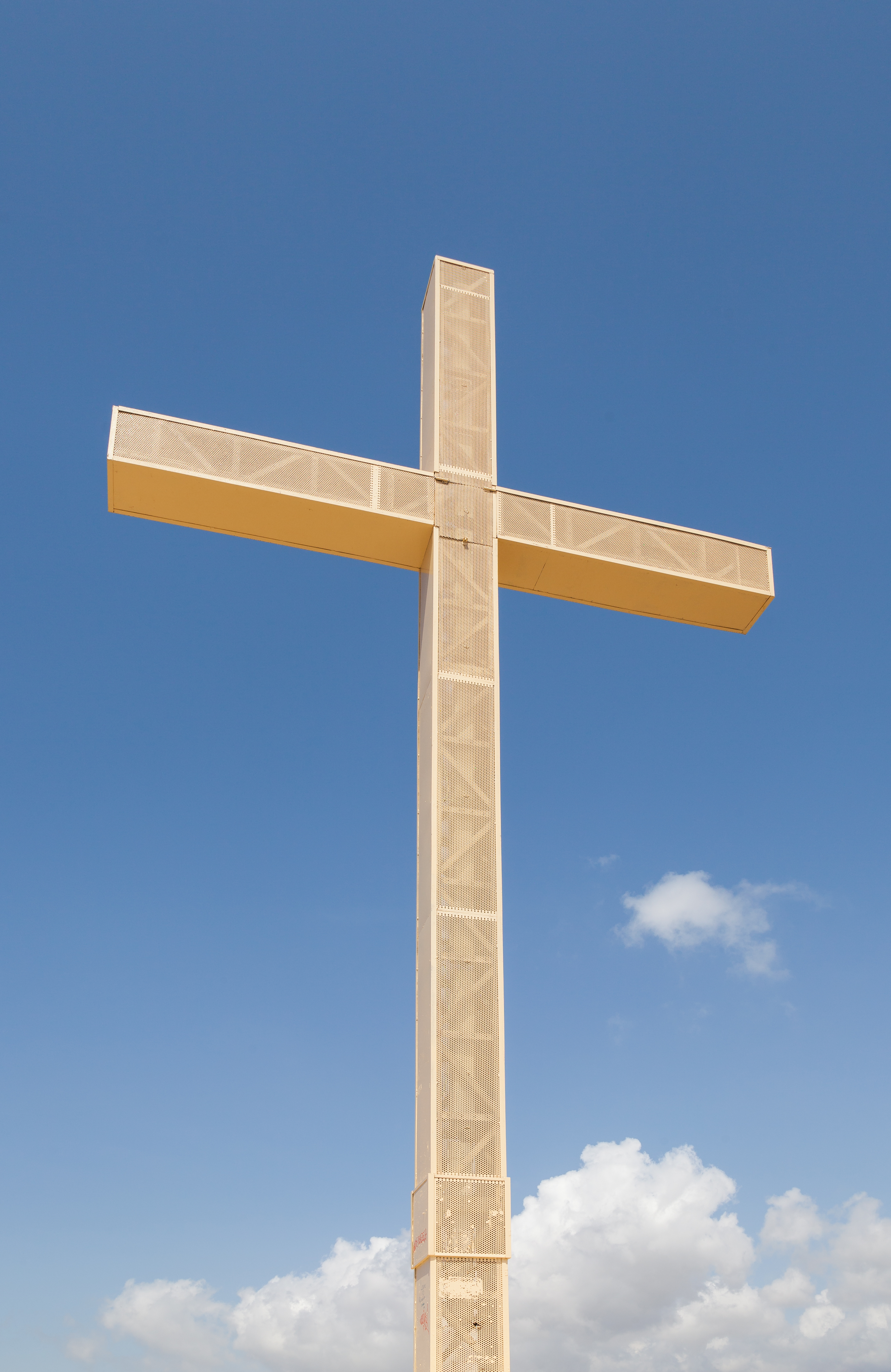
La Creu.

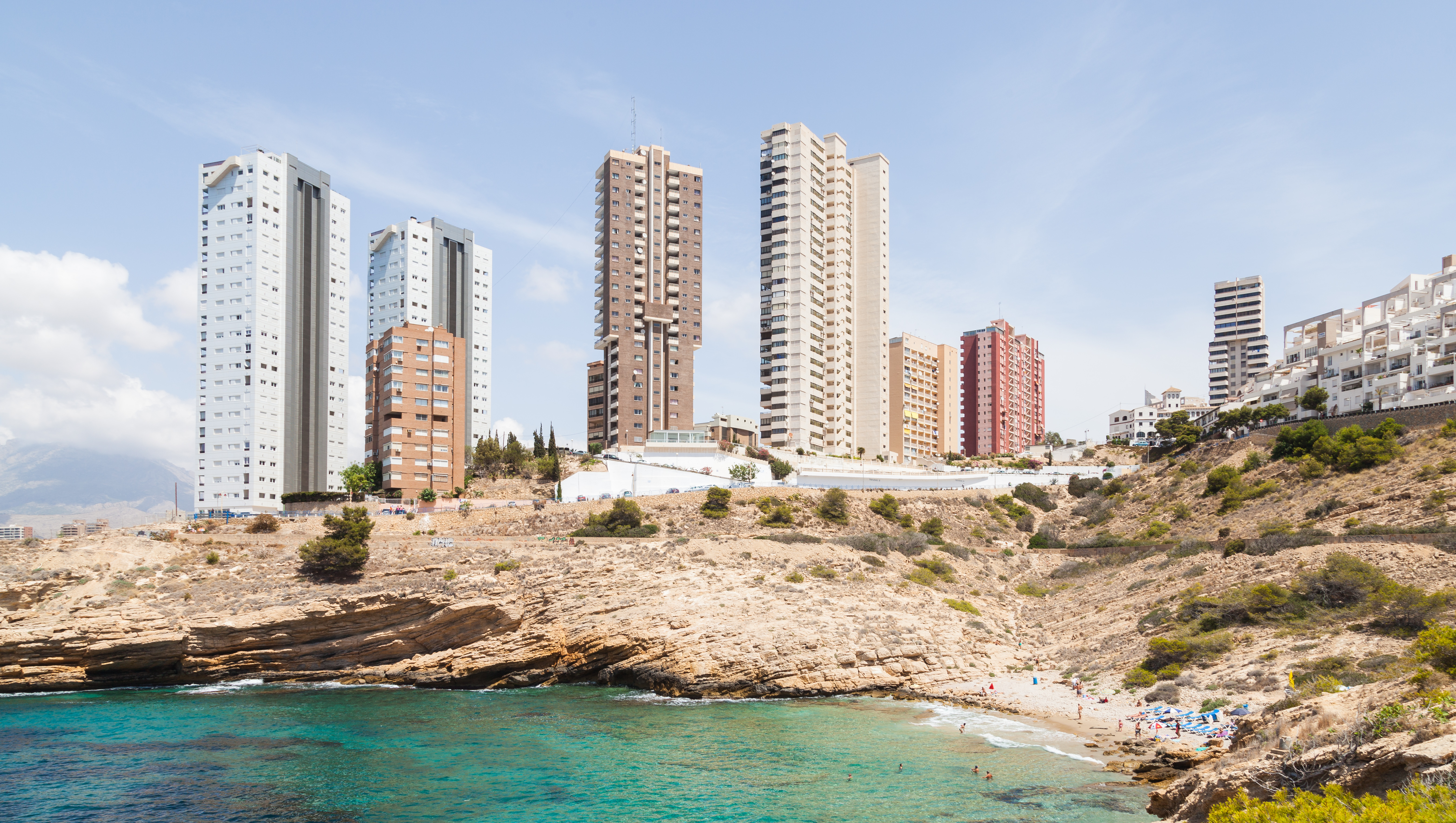
Côte de Benidorm

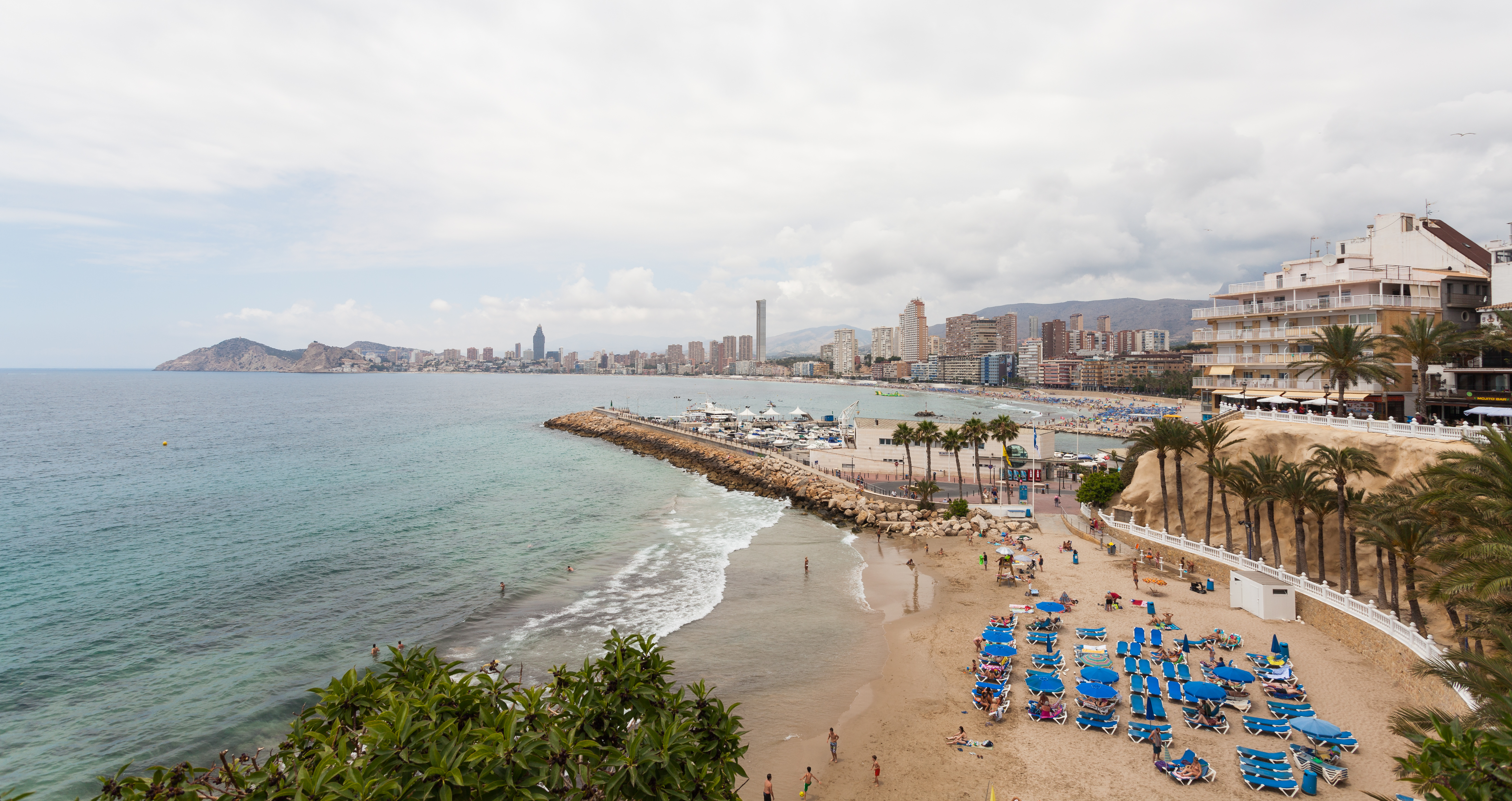
Plage du Poniente

- Tour Punta del Cavall. Déclarée bien d'intérêt culturel. Elle se trouve sur la Punta de les Caletes ou Punta del Cavall. On la connaît également sous le nom de « les Caletes » (Torre de les Caletes). Elle est située dans le périmètre du Parc naturel de la Sierra Helada.

- Tossal de la Cala. (IIIe-Ier siècles av. J.C.). Il s'agit d'un établissement ibérique tardif qui se démarque comme point d'échange commercial et débarcadère depuis une époque lointaine.

- Le Mirador de la Punta del Canfali. Sur le rocher qui divise les deux plages, se trouve la forteresse qui servit de défense contre les expéditions des pirates algériens et berbères du XIVe au XVIe siècle. Le château fut finalement abandonné ne laissant parvenir jusqu'à nous que quelques restes de murailles.

- Église de Sant Jaume i Santa Anna (« Saint Jacques et Sainte Anne ») Elle est située sur la partie supérieure de la vieille ville, en haut de la colline Canfali. Elle fut construite entre 1740 et 1780 à la suite de la découverte de la Vierge du Suffrage, sainte patronne de la ville.

- Gran Hotel Bali a été jusqu'en 2006 l'immeuble le plus haut d'Espagne avec 186 mètres.

- Île de Benidorm. Une petite île triangulaire avec des plages.

- Isla Mitjana

- La Creu : En haut de la Serra Gelada se trouve une croix qui représente la finalisation d’une mission évangélique de 1962. Le panorama sur les trois plages est très prisé des touristes, amants, pèlerins et photographes.

## Fêtes et célébrations

### Fêtes patronales
Les Fêtes patronales, en l'honneur de la Mare de Déu del Sofratge (Notre-Dame du Suffrage) et saint Jacques l'apôtre, commence le deuxième week-end de novembre et se terminent le mercredi suivant, cinq jours durant lesquels la ville rend hommage à sa patronne, jeunes et moins jeunes réunis dans confréries, font de cette fête la plus importante de celles qui sont célébrées dans la ville.
Il existe un grand nombre de confréries, toutes contrôlées par l'Association des Cercles (penyes) "Virgen del Sufragio". Ces cercles se réunissent pour participer aux offrandes, processions et différentes activités et fêtes organisées par la Commission des Festes Majors Patronals. La tradition fait que ces cercles prennent un nom en général en valencien, faisant référence à une phrase typique ou des éléments typiques de Benidorm.

### Autres festivités
Tout au long de l'année, on célèbre beaucoup de fêtes à Benidorm. En mars, on célèbre les Fallas, les feux de la Saint-Jean en juin et, en octobre les Moros y Cristianos.
Il faut également tenir compte des associations festives qui célèbrent d'autres fêtes telles que el Rocío, San Antonio, San Isidro, el Carmen, la fête de Castille-La Manche, d'Asturies...

### Événements
Un des événements qui ont fait la renommée de Benidorm est l'organisation depuis 1954 du Festival international de la Chanson de Benidorm, bien que ce festival soit tombé en désuétude et ait reçu nombre de critiques pour ses changements multiples (en 2005, il s'est tenu dans un pavillon fermé) si bien que sa continuité a été remise en question. Mais depuis 2022, il devient l’émission de sélection de la chanson représentant l’Espagne au Concours Eurovision de la chanson, ce qui explique un regain de popularité en Espagne.

### Fiction
La série française Ad Vitam de Thomas Cailley a été tournée à Benidorm en 2017-2018.

## Parcs
- Terra Mítica : parc d'attractions basé sur les différentes civilisations qui ont vécu en Méditerranée,
- Mundomar : parc zoologique avec delphinarium,
- Terra Natura Benidorm : parc zoologique, membre de l'Association européenne des zoos et aquariums (EAZA),
- Aqualandia (es) : parc aquatique (toboggans, jeux d'eaux, piscines, etc.).

## Personnalités
- Pedro Zaragoza Orts : maire de Benidorm à l'origine du Plan général d'aménagement urbain.
- Guillermo Amor : ancien joueur de football du FC Barcelone et de la sélection nationale espagnole.
- Rafael Alemany Ferrer : philologue, professeur de philologie catalane à l'Université d'Alicante, directeur de l'Institut interuniversitaire de philologie valencienne et membre de l'Académie valencienne de la langue.
- Antonio López : joueur de Atlético de Madrid et de la sélection espagnole.
- Père Maria Orts y Bosch : historien et membre de l'Académie valencienne de la langue (citoyen d'honneur de la ville).
- Eduardo Zaplana : ancien maire de la ville, ancien président de la Généralité valencienne, ancien ministre du Travail et des Affaires sociales
- Francisco Llorca Antón : personnage illustre, titulaire de la médaille d'or de la Ville. Possède une rue à son nom.
- Miguel Fuster : pilote de rallye, champion et vice-champion d'Espagne de rallye à plusieurs reprises.
- David Sellés : pilote de moto aquatique, champion du monde et d'Espagne de la discipline, à plusieurs reprises.

## Sport
La ville héberge un important club de handball, le CB Benidorm.
La ville a accueilli les championnats du monde de cyclisme sur route en 1992.
Arrivées d'étapes du Tour d'Espagne :
- 1999 :  Robert Hunter

## Jumelage
- Le Cannet (France)